# Bourgougnague
Bourgougnague ist eine Gemeinde im Südwesten Frankreichs und liegt im Département Lot-et-Garonne in der Region Nouvelle-Aquitaine (bis 2016: Aquitanien).
Die Bewohner werden Bourgougnaguais genannt.

## Geographie
Bourgougnague liegt im Süden von Eymet und grenzt somit an das Département Dordogne. Die Gemeinde wird von den Orten Guiraud, Petite Lande, Ferussac, Pech Manieu, Huguet, Guillemole, Rigaude, Picharre, Tiffaudie, Catusse, Saint-Laurent und Grand-Vergne aufgebaut.
Umgeben wird Bourgougnague von den folgenden Nachbargemeinden:
|                     | Eymet (Dordogne)                            |                        |
| Agnac               | Kompassrose, die auf Nachbargemeinden zeigt | Lauzun                 |
| Saint-Pardoux-Isaac | Lavergne                                    | Saint-Colomb-de-Lauzun |

## Geschichte
Vom 4. Jahrhundert n. Chr. an strömten Barbaren ins gallorömische Reich. Im 5. Jahrhundert ließen sich auf dem Gemeindegebiet Germanen und Burgunder nieder. Ersteren hat die Gemeinde ihren Namen zu verdanken: Er stammt von der germanischen Aussprache vom Wort Burgundiaca.

## Toponymie
Wie schon erwähnt leiht der Ort seinen Namen von den Germanen, welche sich in Bourgougnague niederließen. Ihre Aussprache von Burgundiaca, was so viel wie Gebiet der Burgunder bedeutet, wurde über die Jahrhunderte zum französischen Bourgougnague.

## Demographie
Die Bevölkerungsentwicklung in Bourgougnague wird seit 1800 dokumentiert. Mit Ausnahme von 2006 wurden jährlich Statistiken durch das Insee veröffentlicht.
2015 zählte die Gemeinde 299 Einwohner, was ein Anstieg von 7,94 % gegenüber 2010 bedeutet. 
| Jahr      | 1800 | 1846 | 1876 | 1901 | 1946 | 1975 | 1999 | 2011 | 2018 |
| --------- | ---- | ---- | ---- | ---- | ---- | ---- | ---- | ---- | ---- |
| Einwohner | 528  | 576  | 486  | 355  | 346  | 224  | 233  | 270  | 325  |

## Sehenswürdigkeiten
- Kirche Notre-Dame aus dem 13. Jahrhundert mit Renovationen aus dem 15. Jahrhundert: Die Wandmalereien aus dem 14. und 15. Jahrhundert zeigen eine Fuchsjagd; der Chorraum wurde vor dem Zweiten Weltkrieg vom italienischen Künstler Giovanni Masutti bemalt, der ursprünglich aus der Provinz Treviso stammt
- Kirche Saint-Laurent, welche heute als öffentlicher Ausstellungsraum genutzt wird
- Schloss Château de Jolibert, welches als erste Privatschule MFR genutzt wurde, die im nahen Ségalas 1937 gegründet worden war
- Gutshaus von der Grande Lande mit einer Kapelle aus dem 16. Jahrhundert; dieses Landgut war im Besitz der Burg von Lauzun, wurde aber auch vom König Henri IV. bei der Jagd genutzt

## Persönlichkeiten
- Pfarrer Pierre-Joseph Granereau, Gründer der Privatschule MFR